# Erecció post mortem
Una erecció post mortem és una erecció de caràcter priàpic observada en els cadàvers d'homes que han estat executats per penjament.

## Descripció
El fenomen s'ha atribuït a la pressió sobre el cerebel creada per la forca. Les lesions sobre el cerebel o la medul·la espinal estan associades amb el priapisme.
S'ha observat que la mort per forca, ja sigui una execució o un suïcidi, afecta els genitals tant d'homes com de dones. En les dones, els llavis i el clítoris poden imflamar-se i hi pot haver una descàrrega de sang de la vagina, mentre que en els homes, "un estat d'erecció del penis més o menys complet, amb secreció d'orina, moc o líquid prostàtic és un fet freqüent ... present en un de cada tres casos". Altres causes de mort també poden provocar aquests efectes, com ara trets mortals al cap, danys als grans vasos sanguinis o una mort violenta per intoxicació. Un priapisme post mortem és sovint indicador d'una mort ràpida i violenta.